# Ophiothrix angulata
Ophiothrix angulata är en ormstjärneart som beskrevs av Thomas Say 1825. Ophiothrix angulata ingår i släktet Ophiothrix och familjen Ophiothrichidae.

## Underarter
Arten delas in i följande underarter:
- O. a. violacea
- O. a. phlogina
- O. a. poecila
- O. a. phoinissa
- O. a. megalaspis